# Гуреїв Олексій Іванович
Олексій Іванович Гуреїв (також Олекса Гуреїв; нар. 25 жовтня 1913, селище рудника Інгулецький, згодом місто Інгулець, тепер частина Кривого Рогу, Дніпропетровська область — пом. 5 березня 1999, Київ) — український письменник.

## Життєпис
Закінчив Київський педагогічний інститут (1940).
Працював учителем, під час Другої світової війни — на українській радіостанції ім. Т. Шевченка (м. Саратов, РРФСР); згодом — завідувач редакцією класичної літератури Державного видавництва художньої літератури, заступник відповідального редактора журналу «Дніпро» (50-ті рр.), відповідальний редактор газети «Друг читача» (60-ті рр.).

## Творчість
Автор поетичної збірки «Ентузіасти шахт» (1932), повістей «На околиці» (1934), «На бойових дорогах» (1944, усі — Харків), «Осокорківські друзі» (1946), «Повість учителя» (1955), «Коли говорить серце» (1961), «Осінні квіти» (1966), «Творчість» (1968), «Рояль і скальпель» (1971), «За снігами білими» (1973), «Комендантська година» (1979), «Полум'я над Дніпром» (1987); романів «Наша молодість» (1949) та «Життя іде» (1954), об'єднаних 1957 у дилогію (перевидання — 1964; 1970; 1984), «Друзі не зраджують» (ч. 1, 1959; ч. 2, 1963; 1983), «Люди, з якими я живу» (1975); збірки оповідань «Через замети» (1961), «Творчість» (1968; усі — Київ).
Тематика творів: життя трудівників, зокрема шахтарів Криворіжжя; героїзм співвітчизників у боротьбі з німецькими загарбниками; сутність людського існування. Тарасові Шевченкові присвятив поему «Легенда про Кобзаря» (К., 1981), оповідання «Останній арешт» (про перебування письменника в Україні у 1859 році), етюд «Діти з „Кобзарем“» (обидва — у збірці «Через замети») і нарис «Там, де лежить Кобзар» («Піонерія», 1961, № 5); стаття «Любов і ненависть (До Шевченкових роковин)» для газети «Колгоспник України», (1945, 10 березня). Деякі твори Гуреїва перекладено російською, німецькою, фінською, угорською та чеською мовами.
Член НСПУ (1943).

### Переклади творів іншими мовами
- Наша молодость : Роман /  Авторизов. пер. с укр. Е. Россельс — К. : Гослитиздат Украины, 1951 — 324 с., 8 л.; илл. : портр.(рос.)
- Жизнь идет : Роман / Авториз. перев. с укр. М. Чечановского М. : Советский писатель, 1956 — 430 с.; илл.(рос.)
- Наша молодость : Жизнь идет : Романы / Пер. с укр. Е. Россельс и М. Чечановского — М. : Советский писатель, 1959 — 692 с.(рос.)
- Осенние цветы : Повести / Авториз. пер. с укр. Ю. Саенко — М. : Сов. писатель, 1973 — 424 с.; портр., илл.(рос.)
- Комендантский час : Повесть о киевских подпольщиках / Авториз. пер. с укр. Ю. Саенко — М. : Сов. писатель, 1988 — 400 с.(рос.)